# VVK/Telstar
Vrouwen Voetbal Kennemerland e.o., kortweg VVK of Telstar Vrouwen, is een vrouwenvoetbalclub uit de Noord-Hollandse regio Kennemerland. De club is opgericht op 8 februari 2018 en speelt haar wedstrijden in het Rabobank IJmond Stadion te Velsen. In januari 2022 werd bekend dat Telstar per juli 2022 wordt toegelaten tot de Vrouwen Eredivisie. Samen met Fortuna Sittard zijn ze de 10e en 11e club op het hoogste vrouwenvoetbalniveau.

## Geschiedenis
De club werd opgericht in 2018 om het vrouwenvoetbal in de regio Kennemerland te promoten. Na de verhuizing van SC Telstar VVNH naar Alkmaar was er geen aansprekende vrouwenvoetbalclub in de regio. De eerste teams bestonden enkel uit jeugdteams om in de aankomende seizoenen te werken naar een beloftenteam en een eerste elftal welke uitkomt in de Vrouwen Eredivisie. Sinds het seizoen 2020/21 komt het beloftenelftal uit in de beloftencompetitie onder de naam Jong Telstar Vrouwen. Na twee seizoenen werd er opnieuw een aanvraag gedaan om een eerste elftal in de Eredivisie te krijgen. Een eerder bod in 2019 werd afgekeurd door de KNVB.
Op de Telstar Vrouwen Academie, opererend in Haarlem, krijgen jonge talenten uit de regio extra training naast de activiteiten bij hun eigen club. VVK/Telstar Vrouwen heeft tevens een kennisplatform voor voetbalclubs met meiden- en/of vrouwenvoetbal in het gebied tussen Heemskerk, Hillegom en Haarlemmermeer opgezet.
In aanloop naar deelname aan de Beloften competitie Vrouwen en in de toekomst de Eredivisie Vrouwen speelt Telstar Vrouwen een reeks oefenwedstrijden voor de selectie van regionale kandidaat-speelsters en ter voorbereiding op deelname aan de Beloften en Eredivisie. Op 23 oktober 2018 begint Telstar Vrouwen een reeks testwedstrijden met een overwinning (7–0) op Hoofdklasser DSS . Op 20 december van hetzelfde jaar test Telstar Vrouwen zichzelf vervolgens tegen een team van Topklasse niveau, Wartburgia, en wint (3–2) .
In juli 2024 werd bekend dat Telstar een samenwerking aan zou gaan met HERA United. De uiteindelijke uitkomst van de samenwerking, mits de reglementen van de KNVB het toestaan, moet ertoe leiden dat HERA de vrouwenvoetbalactiviteiten van Telstar overneemt en een zelfstandige betaaldvoetbalorganisatie wordt. Dit zou medio 2025 bekrachtigd moeten worden. Mede door de strengere licentie-eisen zou het voor Telstar op langere termijn onmogelijk worden de vrouwenvoetbal-activiteiten voort te zetten, waardoor de samenwerking werd bekrachtigd.

## Overzichtslijsten

### Competitie
- 2023 10e
Eredivisie
- 2024 11e
Eredivisie
- 2025 11e
Eredivisie

In elke staaf van de grafiek staat van boven naar beneden vermeld: 
- Eindnotering

Dit is de positie die de club heeft bereikt in de competitie, zonder eventuele beslissings-, play-off- of nacompetitiewedstrijden die nodig zijn geweest om bijvoorbeeld de kampioen van de competitie te bepalen.
Indien een * achter het getal staat is de notering een tussenstand en kan het zijn dat de notering niet overeenkomt met de uiteindelijke eindstand van de competitie.
Staat er een - dan is het seizoen nog bezig en is er geen definitieve uitslag bekend.
Staat er xx op de positie van de notering, dan heeft de club vroegtijdig de competitie verlaten. Dit kan onder andere komen door terugtrekking van het team, faillissement van de club of door een uitgedeelde straf van de KNVB. In veel gevallen staat elders in het artikel de reden vermeld.
Staat er een ? dan is het resultaat uit het verleden onbekend, en is alleen de competitie of het niveau bekend van dat seizoen.
In de seizoenen 2019/20 en 2020/21 werd wegens de coronacrisis het amateurvoetbal afgebroken. Daardoor kennen deze staven geen eindklassering (middels -- weergegeven).
- Competitieniveau en afdelingsletter of Officiële eindstand Eredivisie
  - Competitieniveau en afdelingsletter

Hierbij geeft het getal het niveau weer, dat ook terug te vinden is in de legenda. De letter is de afdelingsaanduiding en wordt gebruikt wanneer er meer afdelingen zijn op hetzelfde niveau. De afdelingsletter is altijd een hoofdletter en wordt meestal zonder nummer gebruikt.
Voorbeeld: 2F is niveau 2e klasse competitie F.
Het competitieniveau en nummer wordt niet vermeld wanneer er slechts één competitie van dit niveau was.
  - Officiële eindstand Eredivisie (getal staat tussen haakjes vermeld)

Sinds de introductie van play-offwedstrijden voor Europees voetbal na afloop van de reguliere competitie in 2005/06, is de KNVB verplicht een eindstand van de Eredivisie door te geven aan de UEFA aan de hand van deze play-offwedstrijden.
Bij deze eindstand staan clubs die zich hebben gekwalificeerd voor Europees voetbal hoger dan clubs die zich niet wisten te kwalificeren. Indien er geen verschil was tussen de eindnotering en de officiële eindstand, staat dit getal niet vermeld.

- Onderafdeling

Hier staat afgekort de naam van de onderafdeling indien de club in dat jaar in een onderafdeling uitkwam. Tevens staat deze afkorting in de legenda en wordt gelinkt naar het artikel over deze onderafdeling. Deze afkorting wordt alleen vermeld wanneer de club in het verleden in verschillende onderafdelingen heeft gespeeld. Deze vermelding is in de staaf altijd in kleine letters. Deze onderafdelingen zijn na het seizoen 1995/96 afgeschaft. Heeft de club in slechts één onderafdeling gespeeld, dan is dit alleen terug te vinden in de legenda.
Onder de staaf staat het jaartal vermeld waarin het seizoen is afgesloten. 15 verwijst naar het seizoen 2014/15 of eventueel het seizoen 1914/15.
Wanneer een staaf leeg is, zijn deze gegevens niet bekend. Het kan ook zijn dat de club dat seizoen niet heeft meegespeeld op het hogere amateurniveau, vroegtijdig de competitie heeft verlaten of uit de competitie is gezet.

In het seizoen 1944/45 was er wegens de Tweede Wereldoorlog geen regulier competitievoetbal.
- Eredivisie

### Seizoensoverzichten
| Resultaten van VVK/Telstar sinds de toetreding in het vrouwenvoetbal in 2022 | Resultaten van VVK/Telstar sinds de toetreding in het vrouwenvoetbal in 2022 | Resultaten van VVK/Telstar sinds de toetreding in het vrouwenvoetbal in 2022 | Resultaten van VVK/Telstar sinds de toetreding in het vrouwenvoetbal in 2022 | Resultaten van VVK/Telstar sinds de toetreding in het vrouwenvoetbal in 2022 | Resultaten van VVK/Telstar sinds de toetreding in het vrouwenvoetbal in 2022 | Resultaten van VVK/Telstar sinds de toetreding in het vrouwenvoetbal in 2022 | Resultaten van VVK/Telstar sinds de toetreding in het vrouwenvoetbal in 2022 | Resultaten van VVK/Telstar sinds de toetreding in het vrouwenvoetbal in 2022 | Resultaten van VVK/Telstar sinds de toetreding in het vrouwenvoetbal in 2022 | Resultaten van VVK/Telstar sinds de toetreding in het vrouwenvoetbal in 2022 | Resultaten van VVK/Telstar sinds de toetreding in het vrouwenvoetbal in 2022 | Resultaten van VVK/Telstar sinds de toetreding in het vrouwenvoetbal in 2022 | Resultaten van VVK/Telstar sinds de toetreding in het vrouwenvoetbal in 2022 |
| Seizoen                                                                      | Competitie                                                                   | Competitie                                                                   | Competitie                                                                   | Competitie                                                                   | Competitie                                                                   | Competitie                                                                   | Competitie                                                                   | Competitie                                                                   | Competitie                                                                   | Kwalificatie                                                                 | KNVB Beker                                                                   | Eredivisie Cup                                                               | Bijzonderheid                                                                |
| Seizoen                                                                      | Divisie                                                                      | POS                                                                          | GW                                                                           | W                                                                            | G                                                                            | V                                                                            | PNT                                                                          | DV                                                                           | DT                                                                           | Kwalificatie                                                                 | KNVB Beker                                                                   | Eredivisie Cup                                                               | Bijzonderheid                                                                |
| ---------------------------------------------------------------------------- | ---------------------------------------------------------------------------- | ---------------------------------------------------------------------------- | ---------------------------------------------------------------------------- | ---------------------------------------------------------------------------- | ---------------------------------------------------------------------------- | ---------------------------------------------------------------------------- | ---------------------------------------------------------------------------- | ---------------------------------------------------------------------------- | ---------------------------------------------------------------------------- | ---------------------------------------------------------------------------- | ---------------------------------------------------------------------------- | ---------------------------------------------------------------------------- | ---------------------------------------------------------------------------- |
| 2022/23                                                                      | Vrouwen Eredivisie                                                           | 20                                                                           | 3                                                                            | 3                                                                            | 14                                                                           | 12                                                                           | 18                                                                           | 65                                                                           | 10e                                                                          |                                                                              | Achtste finale                                                               | Geen deelname                                                                | VVK/Telstar treedt toe tot het vrouwenvoetbal                                |
| 2023/24                                                                      | Vrouwen Eredivisie                                                           | 22                                                                           | 3                                                                            | 3                                                                            | 16                                                                           | 12                                                                           | 16                                                                           | 69                                                                           | 11e                                                                          |                                                                              | Achtste finale                                                               | Geen deelname                                                                |                                                                              |
| 2024/25                                                                      | Vrouwen Eredivisie                                                           | 22                                                                           | 2                                                                            | 5                                                                            | 15                                                                           | 11                                                                           | 22                                                                           | 59                                                                           | 11e                                                                          |                                                                              | Achtste finale                                                               | Geen deelname                                                                |                                                                              |
| 2025/26                                                                      | Vrouwen Eredivisie                                                           |                                                                              |                                                                              |                                                                              |                                                                              |                                                                              |                                                                              |                                                                              | e                                                                            |                                                                              |                                                                              |                                                                              |                                                                              |

### Topscorers
- 2022/23:  Samya Hassani (5)
- 2023/24:  Isa Gomez (4)
- 2024/25:  Jannette van Belen (6)
- 2025/26: n.n.b.

### Trainers
- 2022–2025:  Marelle Worm
- 2025–:  Ed Engelkes

## Voetnoten
1 Steen ·
2 Donker ·
3 Hermans ·
4 Takeshige ·
5 Ridder ·
6 Remijnse ·
7 Verhoeve ·
8 Gomez ·
9 Van Belen ·
10 Kira ·
11 Hassani ·
12 Van de Pol ·
13 Blomquist ·
14 Nottet ·
15 Daalman ·
16 Rispens ·
17 Lagcher ·
18 Vader ·
19 Vis ·
20 Tiebie ·
21 Berrevoets ·
22 Van den Heuvel ·
23 Van der Vlist ·
24 Ursem ·
41 Schoorl ·
Coach: Engelkes
ADO Den Haag · Ajax · AZ · Excelsior · Feyenoord · sc Heerenveen · NAC Breda · PEC Zwolle · PSV · Telstar · FC Twente · FC Utrecht